# Abraham Keyser (1745–1811)
Abraham Keyser (även stavat Keijser), född 1 maj 1745, död 8 december 1811 i Klara församling i Stockholm, var en svensk lärfthandlare och stadsmajor. Keyser var en av den herrnhutska stockholmskretsens mest inflytelserika män.

## Biografi

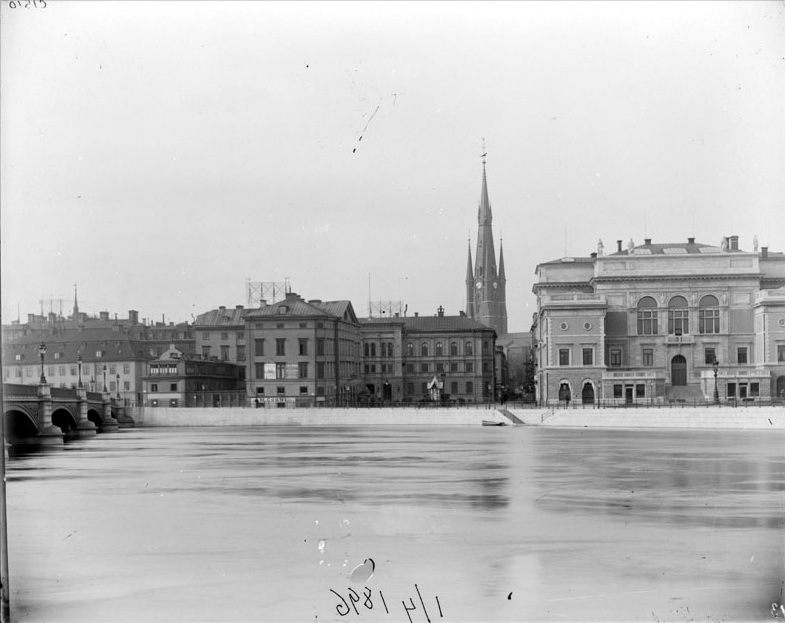
Till vänster syns Kvarteret Röda Bodarne (1896), där Abraham Keyser lät bygga Keyserska huset. Huset revs och Centralpalatset byggdes på tomten åren 1896-1898.

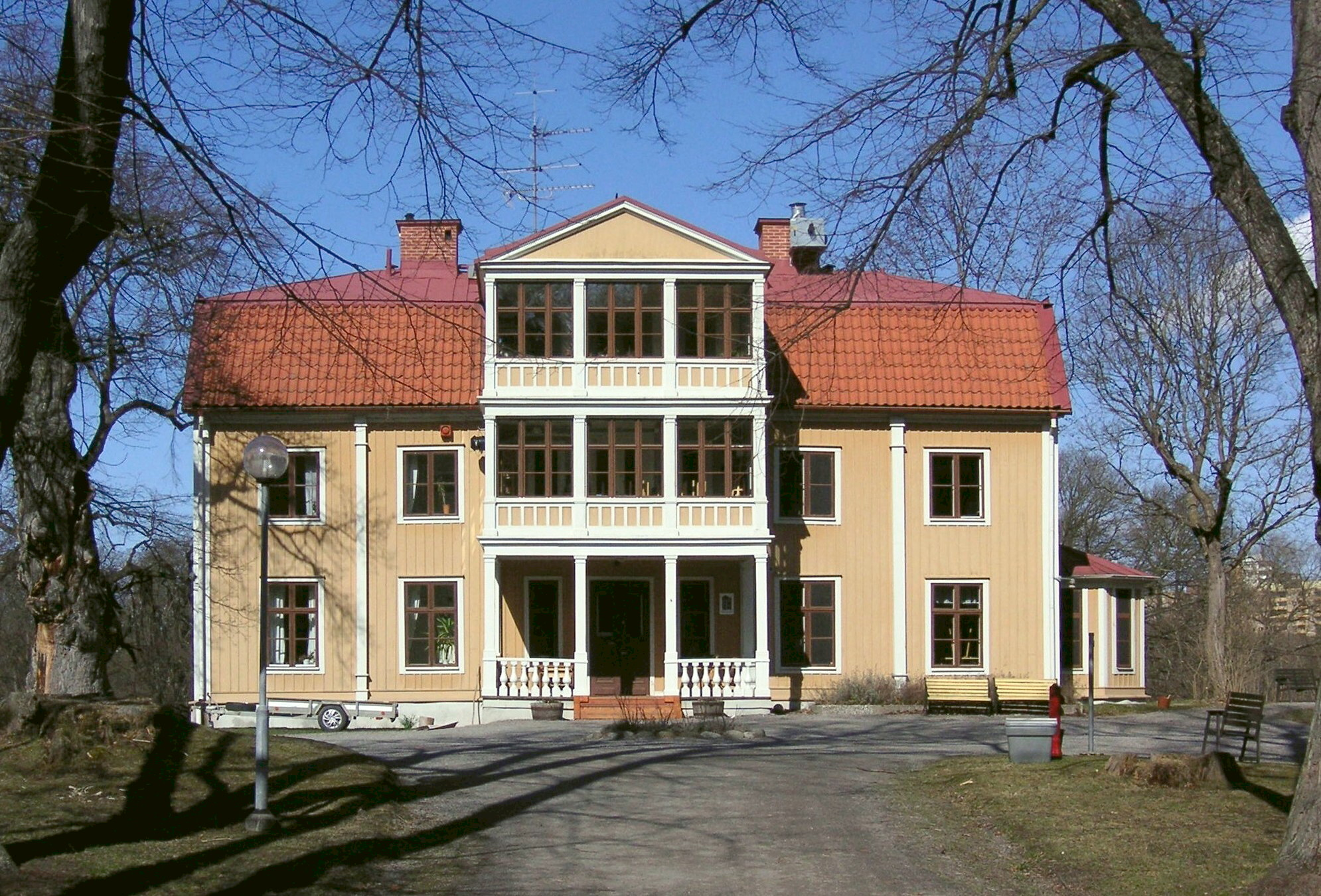
Abraham Keyser uppförde 1798 Johannelunds gård vid Ulvsundasjön i norra Traneberg i Bromma.

Keyser var en av de stockholmsborgare som Gustav III 1789 ville få vald till riksdagsman. Valet omintetgjordes till följd av en handelstvist mellan kramhandlare och hökare. Som representant för minuthandelssocieteten invaldes Keyser 1792 i borgarståndets kanslidirektion.
1798 lät Abraham Keyser uppföra ett sommarnöje, Johannelunds gård, för sig och sin familj i norra Traneberg i Bromma. Anläggningen omfattade även gårdarna Svartvik och Traneberg och ligger vid Ulvsundasjön.
Johannelunds mangård består av en större gård om två våningar uppförd i trä med källare och inredd vind och brutet tak samt två flygelbyggnader. Till en början var huset bara tjärat, inte målat. Senare panelades huset av Carl Kaeding och målades ljusrött. Här skulle Keyser driva lantbruk. Marken fick han arrendera av greve Eric Ruuth på Ulvsunda säteri. År 1809 lät Keyser anlägga Svartviksvägen och 1810 köpte han hela det markområde som senare kom att uppdelas i Traneberg, Svartvik (det som idag är Sandvik och Minneberg) och Johannelund. 1978 renoverades Johannelunds gård och målades då gul.
Tranebergs gård förvärvades 1810 och området avstyckades från Ulvsunda. Från 1817 arrenderades Traneberg ut som jordbruksenhet och värdshuset lades ned. Byggnaden hyrdes då ut som sommarnöje.
Vid Rödbodtorget i kvarteret Röda bodarna i Stockholm byggde Abraham Keyser det Keyserska huset. Det var ett ståtligt fyravåningshus, på vars tomt Centralpalatset numera står. Då Abraham Keyser avled 1811 blev sonen Gustaf Keyser ensam ägare till Keyserska huset, där han bodde i översta våningen.
Abraham Keyser och hans hustru Johanna Christina Halling var medlemmar av herrnhutska Evangeliska Brödraförsamlingen i Stockholm.

## Familjen
Abraham Keyser var son till Karl Keyser. Han gifte sig första gången den 3 november 1770 i Stockholm med Johanna Christina Halling, född den 3 augusti 1747 i Stockholm. Andra gången gifte han sig den 28 september 1797 med Antoinetta Johanna Hedström, född 1755. Abraham Keyser och hans hustru Johanna Christina Halling hade de sönerna Abraham Keyser (1781-1832), Jakob Keyser (1783-1831) och Gustaf Keyser (1785-1853). Åren 1795-1805 sände de sönerna till skolor i Christiansfeld i Koldings kommun i Sønderjylland och staden Herrnhut i Sachsen. En av hans döttrar blev i äktenskap med lärftskramhandlaren Johan Hazelius stammor för alla senare medlemmar av denna släkt. En annan dotter blev stammor för den äldre grenen av släkten Mankell.
Den äldste sonen, lärftskramhandlaren Abraham Keyser (1781—1832) i Stockholm, har efterlämnat en dagbok från en resa tillsammans med bland andra föräldrarna från Stockholm till den herrnhutska kolonin Christiansfeld i Sönderjylland 1805. Den yngste sonen var grosshandlaren Gustaf Theodor Keyser, som blev far till konstnären Elisabeth Keyser. Abraham Keysers yngste son, Gustaf Theodor Keyser var i sitt första gifte far till med dr Johan Ferdinand Gustaf Keyser (1813—1886). I detta äktenskap blev han även far till kommendörkapten Klas Teodor Gustaf Keyser (1823— 1904), som bland annat skrev Om svensk skrift (1889), Arbetet, samhället och socialismen (1914) och Universalspråket (1918—23). I sitt andra gifte — med den som författare av historiska romaner bekanta Hilda Fredrika Keyser, född Almstedt — var Gustaf Keyser far till porträttmålarinnan Elisabeth Keyser (1851—1898). Elisabeth Keyser är representerad i bland annat i Nationalmuseum och i Göteborgs konstmuseum.